# Большие Мысы
Большие Мысы — деревня в Нюксенском районе Вологодской области.
Входит в состав Городищенского сельского поселения, с точки зрения административно-территориального деления — в Городищенский сельсовет.
Расстояние по автодороге до районного центра Нюксеницы — 58 км, до центра муниципального образования Городищны — 18 км. Ближайшие населённые пункты — Бледвеж, Ворониха, Опалихи.
По данным переписи в 2002 году постоянного населения не было.